# ×Dactyloglossum ullmannii
Dactyloglossum ullmannii là một loài thực vật có hoa trong họ Lan. Loài này được (P.M. Hall) Peitz mô tả khoa học đầu tiên năm 1972.